# Ізвору (Валя-Лунге, Димбовіца)
Ізвору (рум. Izvoru) — село у повіті Димбовіца в Румунії. Входить до складу комуни Валя-Лунге.
Село розташоване на відстані 83 км на північний захід від Бухареста, 17 км на північ від Тирговіште, 64 км на південь від Брашова.

## Населення
За даними перепису населення 2002 року у селі проживали 504 особи, усі — румуни. Усі жителі села рідною мовою назвали румунську.